# Ryszard Rapacki
Ryszard Rapacki (ur. 17 lutego 1949 w Warszawie) – polski ekonomista, wykładowca akademicki związany z warszawską SGH. Główne obszary zainteresowań badawczych obejmują makroekonomię, ekonomię transformacji systemowej, teorię wzrostu gospodarczego i ekonomię instytucjonalną, ze szczególnym uwzględnieniem studiów porównawczych nad współczesnym kapitalizmem.
Współtwórca, wykładowca i koordynator (w latach 1990-2017) bloku Ekonomia i Finanse publiczne w Krajowej Szkole Administracji Publicznej. Od 2000 – Adjunct Professor w Carlson School of Management na University of Minnesota, a od 2006 – członek międzynarodowego zespołu wykładowców oraz Senior Fellow w Zentrum für Europäische Integrationsforschung (ZEI) na uniwersytecie w Bonn.

## Wykształcenie i kariera akademicka
Absolwent wydziału Handlu Zagranicznego w Szkole Głównej Planowania i Statystyki (SGPiS, od 1991 – Szkoły Głównej Handlowej w Warszawie, SGH) w 1972 Stopień doktora nauk ekonomicznych otrzymał w 1976 w SGPiS. W 1986 Rada Wydziału Handlu Zagranicznego SGPiS nadała mu stopień doktora habilitowanego w dziedzinie nauk ekonomicznych za rozprawę pt. Wymiana licencyjna Wschód-Zachód. Przyczynek do teorii. W 1991 uzyskał stanowisko profesora nadzwyczajnego w SGH. W 1996 Prezydent RP przyznał mu tytuł naukowy profesora, a od 1998 został awansowany na stanowisko profesora zwyczajnego w SGH. W latach 1987–2018 piastował funkcję kierownika Katedry Ekonomii II w Kolegium Gospodarki Światowej SGH.
Pracę naukową w SGH łączył ze stażami naukowymi i dydaktycznymi za granicą oraz misjami doradczymi na rzecz organizacji międzynarodowych. Był m.in. stypendystą Fulbrighta (1991-92, Michigan State University) i profesorem wizytującym na uniwersytetach: Minnesota (1994 i 1995), Calgary (1998) oraz w Escuela Superior de Economía w Meksyku (1975). W latach 1985–2003 był ekspertem i konsultantem OECD oraz agend systemu ONZ (UNIDO, UNDP, Sekretariat ONZ) i odbył kilkanaście misji doradczych w Afryce, Azji, Europie i na Karaibach.
Prowadzi wykłady, seminaria i warsztaty z makroekonomii, ekonomii menedżerskiej, ekonomii sektora publicznego, ekonomii transformacji, ekonomii europejskiej, ekonomii instytucjonalnej, porównań systemów gospodarczych (odmian kapitalizmu) i kierunków rozwoju współczesnej myśli ekonomicznej. W przeszłości prowadził również zajęcia m.in. z oceny projektów inwestycyjnych i ekonomii międzynarodowego transferu technologii.
Jest autorem ponad 200 publikacji naukowych i dydaktycznych w Polsce i za granicą, w tym w takich czasopismach i wydawnictwach jak Bank i Kredyt, Ekonomista, Ekonomia, Gospodarka Narodowa, Comparative Economic Studies, Eastern European Economics, Europe-Asia Studies, European Journal of Comparative Economics, Post-Communist Economies, Post-Soviet Geography and Economy; a także Polskie Wydawnictwo Ekonomiczne, Polskie Wydawnictwo Naukowe, Edward Elgar, Nova Science, Pinter, Routledge i Springer.
W 2019 roku w wydawnictwie Routledge w Wielkiej Brytanii i USA ukazała się pod jego redakcją naukową książka Diversity of Patchwork Capitalism in Central and Eastern Europe.